# Liste des tours Chappe de la ligne Paris - Lille
Pour un article plus général, voir Télégraphe Chappe.
| Sur tour ronde | Sur tour carrée | Clocher | Sur tour forme pyramidale |
| -------------- | --------------- | ------- | ------------------------- |
| ●              | ■               | ◬       | ▲                         |

## Secteur Paris - Lille[1]
| Tour               | Forme | Commune                 | Département   | État | Coordonnées                      | Remarques                         |
| ------------------ | ----- | ----------------------- | ------------- | ---- | -------------------------------- | --------------------------------- |
| Tour central       | ■     | 7e arrondissement       | Paris         |      | 48° 51′ 24″ nord, 2° 19′ 07″ est | n°103 rue de Grenelle             |
| St. Eustache       | ◬     | 1er arrondissement      | Paris         |      | 48° 51′ 47,8″ N, 2° 20′ 42,2″ E  | Église Saint-Eustache de Paris    |
| Montmartre         | ◬     | 18e arrondissement      | Paris         |      | 48° 53′ 12″ N, 2° 20′ 31″ E      | Église Saint-Pierre de Montmartre |
| Ecouen             | ■     | Écouen                  | Val-d'Oise    |      | 49° 00′ 53″ N, 2° 22′ 39″ E      |                                   |
| Saint-Martin       | ■     | Saint-Martin-du-Tertre  | Val-d'Oise    |      | 49° 06′ 21″ N, 2° 21′ 16″ E      |                                   |
| Ercuis             | ◬     | Ercuis                  | Oise          |      |                                  |                                   |
| Bury               | ●     | Bury                    | Oise          |      |                                  |                                   |
| Clermont           | ●     | Clermont                | Oise          |      | 49° 22′ 14″ N, 2° 23′ 24″ E      |                                   |
| Fouilleuse         | ●     | Fouilleuse              | Oise          |      | 49° 26′ 01″ N, 2° 31′ 53″ E      |                                   |
| Belloy             | ●     | Belloy                  | Oise          |      | 49° 32′ 34″ N, 2° 39′ 21″ E      |                                   |
| Boulogne-la-Grasse | ●     | Boulogne-la-Grasse      | Oise          |      | 49° 36′ 39″ N, 2° 41′ 33″ E      |                                   |
| Parvillers         | ◬     | Parvillers-le-Quesnoy   | Somme         |      |                                  |                                   |
| Lihons             | ◬     | Lihons                  | Somme         |      | 49° 49′ 51″ N, 2° 44′ 47″ E      |                                   |
| Dompierre          | ◬     | Dompierre-Becquincourt  | Somme         |      | 49° 54′ 45″ N, 2° 47′ 06″ E      |                                   |
| Curlu              | ●     | Curlu                   | Somme         |      |                                  |                                   |
| Ginchy             | ●     | Ginchy                  | Somme         |      |                                  |                                   |
| Biefvillers        | ◬     | Biefvillers-lès-Bapaume | Pas-de-Calais |      |                                  |                                   |
| Hamelincourt       | ◬     | Hamelincourt            | Pas-de-Calais |      |                                  |                                   |
| Neuville-Vitasse   | ▲     | Neuville-Vitasse        | Pas-de-Calais |      | 50° 15′ 52″ N, 2° 48′ 37″ E      |                                   |
| Thélus             | ●     | Thélus                  | Pas-de-Calais |      | 50° 21′ 32″ N, 2° 48′ 20″ E      |                                   |
| Harnes             | ◬     | Harnes                  | Pas-de-Calais |      |                                  |                                   |
| Carvin             | ◬     | Carvin                  | Pas-de-Calais |      |                                  |                                   |
| Seclin             | ◬     | Seclin                  | Nord          |      |                                  |                                   |
| Faches             | ●     | Faches-Thumesnil        | Nord          |      |                                  |                                   |
| Lille              | ◬     | Lille                   | Nord          |      |                                  |                                   |

## Secteur Lille - Boulogne[1]
| Tour                      | Forme | Commune                   | Département   | État | Coordonnées                 | Remarques |
| ------------------------- | ----- | ------------------------- | ------------- | ---- | --------------------------- | --------- |
| Lille                     | ◬     | Lille                     | Nord          |      |                             |           |
| Lomme                     | ◬     | Lomme                     | Nord          |      |                             |           |
| Erquinghem                | ◬     | Erquinghem-Lys            | Nord          |      |                             |           |
| La Gorgue                 | ◬     | La Gorgue                 | Nord          |      |                             |           |
| Merville                  | ◬     | Merville                  | Nord          |      |                             |           |
| Morbecque                 | ◬     | Morbecque                 | Nord          |      |                             |           |
| Linde                     | ◬     | Lynde                     | Nord          |      |                             |           |
| St. Omer                  | ◬     | Saint-Omer                | Pas-de-Calais |      |                             |           |
| Bayenghem-lès-Éperlecques | ●     | Bayenghem-lès-Éperlecques | Pas-de-Calais |      | 50° 48′ 22″ N, 2° 07′ 06″ E |           |
| Zouafques                 | ▲     | Zouafques                 | Pas-de-Calais |      | 50° 49′ 51″ N, 2° 02′ 52″ E |           |
| Ardres                    | ◬     | Ardres                    | Pas-de-Calais |      |                             |           |
| Saint-Tricat              | ◬     | Saint-Tricat              | Pas-de-Calais |      |                             |           |
| Calais                    | ●     | Calais                    | Pas-de-Calais |      |                             |           |
| Sangatte                  | ■     | Sangatte                  | Pas-de-Calais |      |                             |           |
| Sombres                   | ■     | Wissant - Sombre          | Pas-de-Calais |      |                             |           |
| Bazinghen                 | ■     | Bazinghen                 | Pas-de-Calais |      |                             |           |
| Wimille                   | ■     | Wimille                   | Pas-de-Calais |      |                             |           |
| Boulogne-sur-Mer          | ●     | Boulogne-sur-Mer          | Pas-de-Calais |      |                             |           |

### Secteur Bayenghem-lès-Éperlecques - Boulogne
| Tour                      | Forme | Commune                   | Département   | État | Coordonnées | Remarques |
| ------------------------- | ----- | ------------------------- | ------------- | ---- | ----------- | --------- |
| Bayenghem-lès-Éperlecques | ●     | Bayenghem-lès-Éperlecques | Pas-de-Calais |      |             |           |
| Tournehem                 | ?     | Tournehem-sur-la-Hem      | Pas-de-Calais |      |             |           |
| Clerques                  | ?     | Clerques                  | Pas-de-Calais |      |             |           |
| Colembert                 | ?     | Colembert                 | Pas-de-Calais |      |             |           |
| Boulogne-sur-Mer          | ●     | Boulogne-sur-Mer          | Pas-de-Calais |      |             |           |

### Secteur Boulogne - Eu
| Tour             | Forme | Commune               | Département    | État | Coordonnées | Remarques                                                                         |
| ---------------- | ----- | --------------------- | -------------- | ---- | ----------- | --------------------------------------------------------------------------------- |
| Boulogne-sur-Mer | ●     | Boulogne-sur-Mer      | Pas-de-Calais  |      |             |                                                                                   |
| Saint-Etienne    | ●     | Saint-Etienne-au-Mont | Pas-de-Calais  |      |             |                                                                                   |
| La Houlette      | ■     | Widehem               | Pas-de-Calais  |      |             | Lieu-dit Moulin de la Houlette. Entre les communes de Widehem, Dannes et Camiers. |
| Saint-Josse      | ■     | Saint-Josse           | Pas-de-Calais  |      |             |                                                                                   |
| Verton           | ■     | Verton                | Pas-de-Calais  |      |             |                                                                                   |
| Colline          | ●     | Colline-Beaumont      | Pas-de-Calais  |      |             |                                                                                   |
| Arry             | ◬     | Arry                  | Somme          |      |             |                                                                                   |
| Forêt-Montiers   | ◬     | Forest-Montiers       | Somme          |      |             |                                                                                   |
| Port-le-Grand    | ◬     | Port-le-Grand         | Somme          |      |             |                                                                                   |
| Miannay          | ◬     | Miannay               | Somme          |      |             |                                                                                   |
| Saint-Marc       | ◬     | Valines               | Somme          |      |             | Hameau de Saint Marc. Saint-Mard au plan cadastral.                               |
| Woincourt        | ◬     | Woincourt             | Somme          |      |             |                                                                                   |
| Eu               | ◬     | Eu                    | Seine-Maritime |      |             |                                                                                   |

## Secteur Lille - Dunkerque[1]
| Tour         | Forme | Commune      | Département                     | État | Coordonnées | Remarques |
| ------------ | ----- | ------------ | ------------------------------- | ---- | ----------- | --------- |
| Lille        | ◬     | Lille        | Nord                            |      |             |           |
| Lomme        | ◬     | Lomme        | Nord                            |      |             |           |
| Nieppe       | ?     | Nieppe       | Nord                            |      |             |           |
| Bailleul     | ?     | Bailleul     | Nord                            |      |             |           |
| Cassel       | ?     | Cassel       | Nord                            |      |             |           |
| Zegerscappel | ?     | Zegerscappel | Nord                            |      |             |           |
| Bergues      | ?     | Bergues      | Nord                            |      |             |           |
| Dunkerque    | ?     | Dunkerque    | Nord                            |      | France      |           |
| ?            | ?     |              |                                 |      | Belgique    |           |
| ?            | ?     |              |                                 |      |             |           |
| Ostende      | ?     | Ostende      | Province de Flandre-Occidentale |      |             |           |

## Secteur Lille - Bruxelles - Amsterdam[1],[5]
| Tour                    | Forme | Commune                | Département                     | État | Coordonnées | Remarques |
| ----------------------- | ----- | ---------------------- | ------------------------------- | ---- | ----------- | --------- |
| Lille                   | ◬     | Lille                  | Nord                            |      |             |           |
| Roubaix                 | ?     | Roubaix                | Nord                            |      | France      |           |
| Saint Denijs            | ?     | Saint-Genois           |                                 |      | Belgique    |           |
| Tiegem                  | ?     | Anzegem                | Province de Flandre-Occidentale |      |             |           |
| Nukerke                 | ?     | Markedal               | Province de Flandre-Orientale   |      |             |           |
| St. Kornil              | ?     | Sint-Kornelis-Horebeke | Province de Flandre-Orientale   |      |             |           |
| Sint-Maria-Oudenhove    | ?     | Zottegem               | Province de Flandre-Orientale   |      |             |           |
| Sint-Antelinks          | ?     | Herzele                | Province de Flandre-Orientale   |      |             |           |
| Pamel                   | ?     | Roosdaal               | Province du Brabant flamand     |      |             |           |
| Dilbeek                 | ?     | Dilbeek                | Province du Brabant flamand     |      |             |           |
| Bruxelles               | ?     | Bruxelles              |                                 |      |             |           |
| Vilvoorde               | ?     | Vilvorde               | Province du Brabant flamand     |      |             |           |
| Malines                 | ?     | Malines                | Province d'Anvers               |      |             |           |
| Waarloos                | ?     | Kontich                | Province d'Anvers               |      |             |           |
| Anvers                  | ?     | Anvers                 | Province d'Anvers               |      |             |           |
| Merksem                 | ?     | Anvers                 |                                 |      |             |           |
| 's-Gravenwezel          | ?     | Schilde                |                                 |      |             |           |
| Brecht                  | ?     | Brecht                 | Province d'Anvers               |      |             |           |
| Minderhout              | ?     | Hoogstraten            | Province d'Anvers               |      |             |           |
| Meerle                  | ?     | Hoogstraten            | Province d'Anvers               |      | Belgique    |           |
| Bavel                   | ?     | Bréda                  | Brabant-Septentrional           |      | Pays-Bas    |           |
| Dongen                  | ?     | Dongen                 | Brabant-Septentrional           |      |             |           |
| Sprang                  | ?     | Waalwijk               |                                 |      |             |           |
| Heusden                 | ?     | Heusden                |                                 |      |             |           |
| Veen                    | ?     | Altena                 |                                 |      |             |           |
| Brakel                  | ?     | Zaltbommel             | Gueldre                         |      |             |           |
| Leerdam                 | ?     | Vijfheerenlanden       |                                 |      |             |           |
| Hagestein               | ?     | Vijfheerenlanden       |                                 |      |             |           |
| Houten                  | ?     | Houten                 | Utrecht                         |      |             |           |
| Utrecht                 | ?     | Utrecht                | Utrecht                         |      |             |           |
| Westbroek               | ?     | De Bilt                |                                 |      |             |           |
| Vreeland                | ?     | Stichtse Vecht         |                                 |      |             |           |
| Ouderkerk aan de Amstel | ?     | Ouder-Amstel           | Hollande-Septentrionale         |      |             |           |
| Amsterdam               | ?     | Amsterdam              |                                 |      |             |           |

### Secteur Anvers - Flessingue
| Tour              | Forme | Commune           | Département                   | État | Coordonnées | Remarques |
| ----------------- | ----- | ----------------- | ----------------------------- | ---- | ----------- | --------- |
| Anvers            | ?     | Anvers            | Province d'Anvers             |      | Belgique    |           |
| Melsele           | ?     | Beveren           | Province de Flandre-Orientale |      | Belgique    |           |
| Saint-Gilles-Waes | ?     | Saint-Gilles-Waes | Province de Flandre-Orientale |      | Belgique    |           |
| Sint Jansteen     | ?     | Hulst             | Zélande                       |      | Pays-Bas    |           |
| Axel              | ?     | Terneuzen         | Zélande                       |      | Pays-Bas    |           |
| Assenede          | ?     | Assenede          | Province de Flandre-Orientale |      | Belgique    |           |
| Watervliet        | ?     | Saint-Laurent     | Province de Flandre-Orientale |      | Belgique    |           |
| Groede            | ?     | L'Écluse          | Zélande                       |      | Pays-Bas    |           |
| Flessingue        | ?     | Flessingue        | Zélande                       |      | Pays-Bas    |           |